# Калмакколь
Калмакко́ль (каз. Қалмақкөл) — село у складі Жаксинського району Акмолинської області Казахстану. Входить до складу Калінінського сільського округу.
Населення — 59 осіб (2021; 125 у 2009, 288 у 1999, 361 у 1989).
Національний склад станом на 1989 рік:
- казахи — 100 %.

Станом на 1989 рік село називалось Калмаккольське.